# غريغ داير
غريغ داير (16 مارس 1959 في أستراليا - ) (بالإنجليزية: Greg Dyer)‏ هو لاعب كريكت أسترالي. شارك مع منتخب أستراليا الوطني للكريكت. أما مع النوادي، فقد لعب مع فريق جنوب ويلز الجديد للكريكت ‏.

## وصلات خارجية
- غريغ داير على موقع إي آس بي آن كريك إنفو (الإنجليزية)